# Pseudicius
Pseudicius is een geslacht van spinnen uit de familie springspinnen (Salticidae).

## Soorten
De volgende soorten zijn bij het geslacht ingedeeld:
- Pseudicius admirandus Logunov, 2007
- Pseudicius adustus Wesolowska, 2006
- Pseudicius afghanicus (Andreeva, Heciak & Prószyński, 1984)
- Pseudicius africanus Peckham & Peckham, 1903
- Pseudicius alter Wesolowska, 2000
- Pseudicius amicus Prószyński, 2000
- Pseudicius andamanius (Tikader, 1977)
- Pseudicius arabicus (Wesolowska & van Harten, 1994)
- Pseudicius athleta Wesolowska, 2011
- Pseudicius badius (Simon, 1868)
- Pseudicius bipunctatus Peckham & Peckham, 1903
- Pseudicius braunsi Peckham & Peckham, 1903
- Pseudicius cambridgei Prószyński & Zochowska, 1981
- Pseudicius chinensis Logunov, 1995
- Pseudicius cinctus (O. P.-Cambridge, 1885)
- Pseudicius courtauldi Bristowe, 1935
- Pseudicius cultrifer Caporiacco, 1948
- Pseudicius daitaricus Prószyński, 1992
- Pseudicius datuntatus Logunov & Zamanpoore, 2005
- Pseudicius decemnotatus Simon, 1885
- Pseudicius delesserti Caporiacco, 1941
- Pseudicius deletus (O. P.-Cambridge, 1885)
- Pseudicius dependens Haddad & Wesolowska, 2011
- Pseudicius elegans Wesolowska & Cumming, 2008
- Pseudicius elmenteitae Caporiacco, 1949
- Pseudicius encarpatus (Walckenaer, 1802)
- Pseudicius espereyi Fage, 1921
- Pseudicius eximius Wesolowska & Russell-Smith, 2000
- Pseudicius fayda Wesolowska & van Harten, 2010
- Pseudicius flavipes (Caporiacco, 1935)
- Pseudicius frigidus (O. P.-Cambridge, 1885)
- Pseudicius ghesquieri (Giltay, 1935)
- Pseudicius gracilis Haddad & Wesolowska, 2011
- Pseudicius histrionicus Simon, 1902
- Pseudicius icioides (Simon, 1884)
- Pseudicius karinae Haddad & Wesolowska, 2011
- Pseudicius kaszabi (Żabka, 1985)
- Pseudicius koreanus Wesolowska, 1981
- Pseudicius kraussi (Marples, 1964)
- Pseudicius kulczynskii Nosek, 1905
- Pseudicius maculatus Haddad & Wesolowska, 2011
- Pseudicius manillaensis Prószyński, 1992
- Pseudicius marshi (Peckham & Peckham, 1903)
- Pseudicius matabelensis Wesolowska, 2011
- Pseudicius maureri Prószyński, 1992
- Pseudicius mikhailovi Prószyński, 2000
- Pseudicius mirus Wesolowska & van Harten, 2002
- Pseudicius modestus Simon, 1885
- Pseudicius musculus Simon, 1901
- Pseudicius mushrif Wesolowska & van Harten, 2010
- Pseudicius nepalicus (Andreeva, Heciak & Prószyński, 1984)
- Pseudicius nuclearis Prószyński, 1992
- Pseudicius oblongus Peckham & Peckham, 1894
- Pseudicius okinawaensis Prószyński, 1992
- Pseudicius originalis (Żabka, 1985)
- Pseudicius palaestinensis Strand, 1915
- Pseudicius philippinensis Prószyński, 1992
- Pseudicius picaceus (Simon, 1868)
- Pseudicius pseudocourtauldi Logunov, 1999
- Pseudicius pseudoicioides (Caporiacco, 1935)
- Pseudicius punctatus (Marples, 1957)
- Pseudicius refulgens Wesolowska & Cumming, 2008
- Pseudicius reiskindi Prószyński, 1992
- Pseudicius ridicularis Wesolowska & Tomasiewicz, 2008
- Pseudicius roberti Wesolowska, 2011
- Pseudicius rudakii Prószyński, 1992
- Pseudicius sengwaensis Wesolowska & Cumming, 2011
- Pseudicius seychellensis Wanless, 1984
- Pseudicius sheherezadae Prószyński, 1989
- Pseudicius shirinae Prószyński, 1989
- Pseudicius sindbadi Prószyński, 1989
- Pseudicius siticulosus Peckham & Peckham, 1909
- Pseudicius solitarius Haddad & Wesolowska, 2011
- Pseudicius solomonensis Prószyński, 1992
- Pseudicius spasskyi (Andreeva, Heciak & Prószyński, 1984)
- Pseudicius spiniger (O. P.-Cambridge, 1872)
- Pseudicius szechuanensis Logunov, 1995
- Pseudicius tamaricis Simon, 1885
- Pseudicius tokarensis (Bohdanowicz & Prószyński, 1987)
- Pseudicius unicus (Peckham & Peckham, 1894)
- Pseudicius vankeeri Metzner, 1999
- Pseudicius venustulus Wesolowska & Haddad, 2009
- Pseudicius vesporum Prószyński, 1992
- Pseudicius vulpes (Grube, 1861)
- Pseudicius wenshanensis He & Hu, 1999
- Pseudicius wesolowskae Zhu & Song, 2001
- Pseudicius yunnanensis (Schenkel, 1963)
- Pseudicius zabkai Song & Zhu, 2001
- Pseudicius zebra Simon, 1902